# Astragalus aequalis
Astragalus aequalis är en ärtväxtart som beskrevs av Ira Waddell Clokey. Astragalus aequalis ingår i släktet vedlar, och familjen ärtväxter. Inga underarter finns listade i Catalogue of Life.

## Bildgalleri

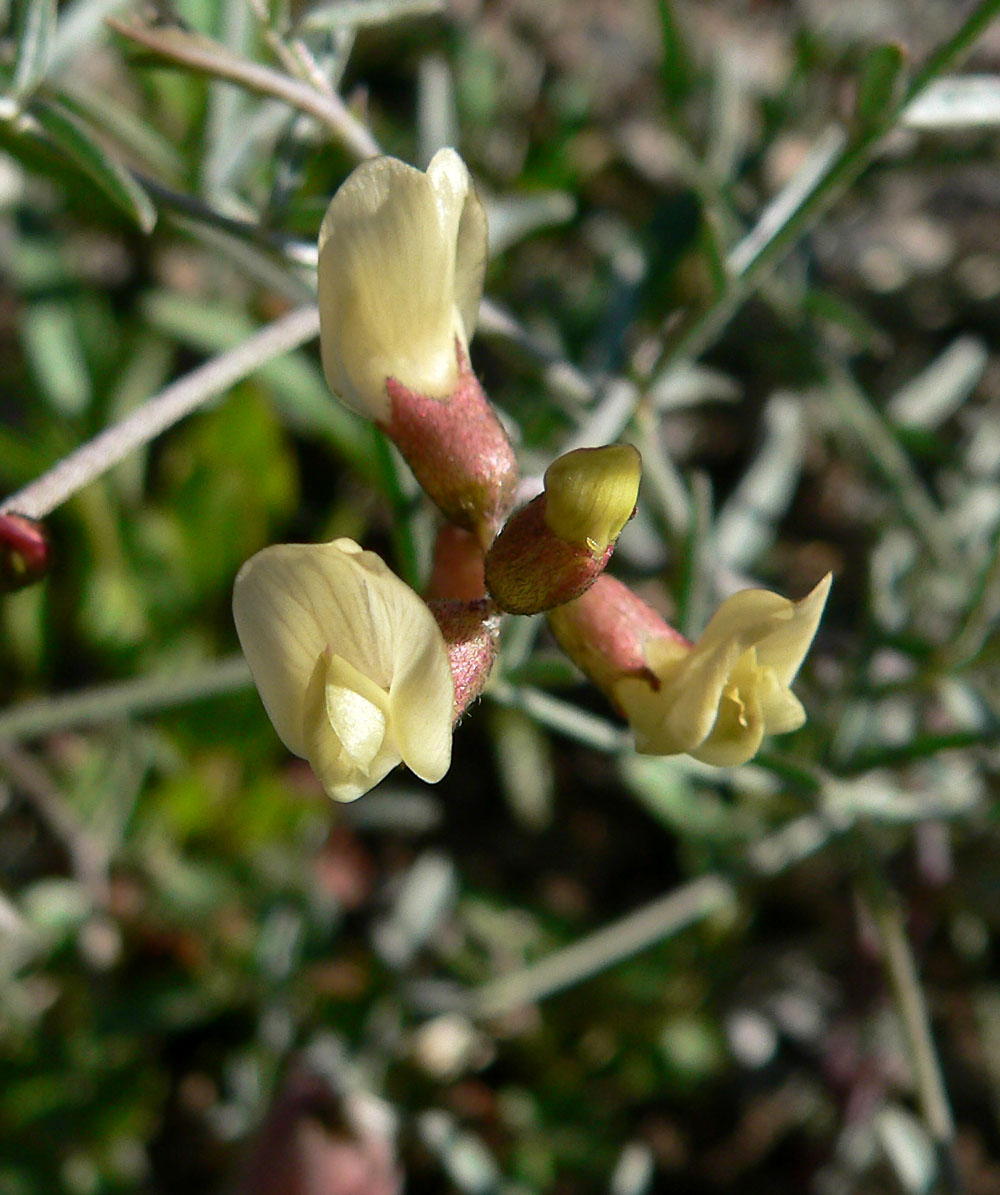
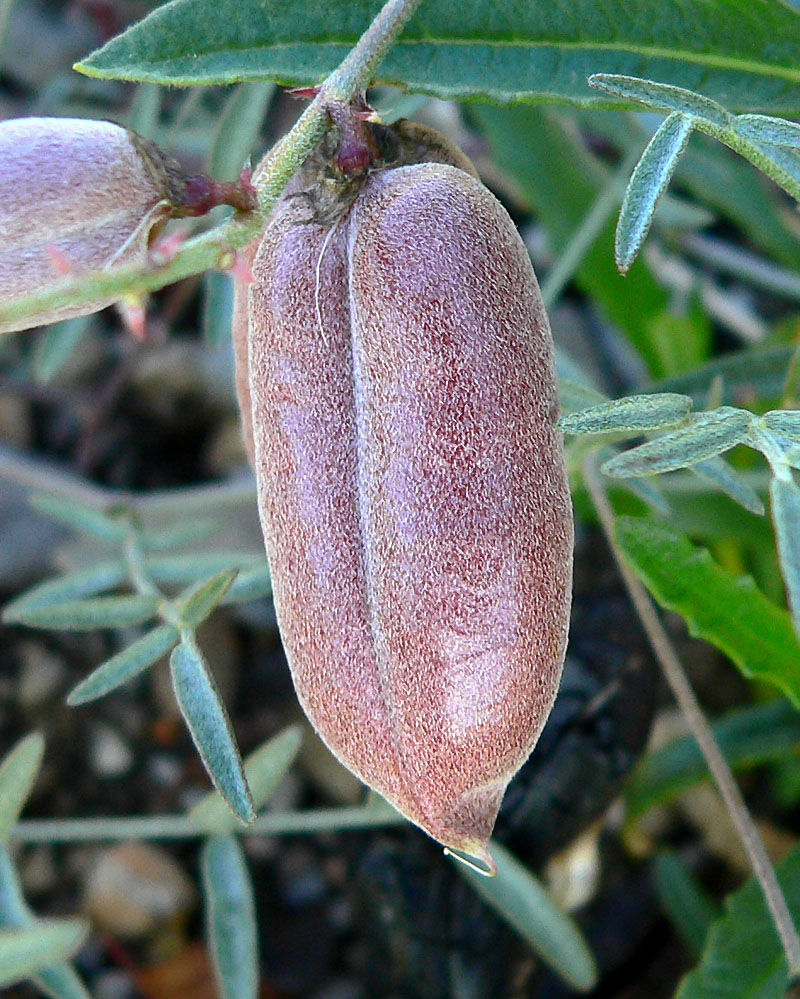